# Diego Ribera de Toledo
Diego Ribera de Toledo (falecido a 6 de fevereiro de 1543) foi um prelado católico romano que serviu como bispo de Segóvia de 1511 a 1543 e bispo de Maiorca de 1507 a 1508.